# Marion megye (Georgia)
Marion megye az Amerikai Egyesült Államokban, azon belül Georgia államban található. Megyeszékhelye és legnagyobb városa Buena Vista. Lakosainak száma 7498 fő (2020. április 1.). Marion megye Talbot, Webster, Stewart, Chattahoochee, Taylor, Schley és Sumter megyékkel határos.

## Népesség
A megye népességének változása:
| Lakosok száma | 8748 | 8714 | 8702 | 8640 | 8761 | 7498 |
|               | 2010 | 2011 | 2012 | 2013 | 2015 | 2020 |